# John G. Townsend, Jr.
John Gillis Townsend Jr. (31 de maio de 1871 - 10 de abril de 1964) foi um político norte-americano que foi governador do estado do Delaware, no período de 1917 a 1921, pelo Partido Republicano.